# 8. oktober
8. oktober je 281. dan leta (282. v prestopnih letih) v gregorijanskem koledarju. Ostaja še 84 dni.

## Dogodki
- 1856 – prične se druga opijska vojna
- 1871 – v Chicagu izbruhne hud požar
- 1906 – nemški frizer Karl Ludwig Nessler predstavi žensko trajno
- 1912 – začetek prve balkanske vojne
- 1918 – britanske enote vkorakajo v Bejrut
- 1939 – Tretji rajh priključi zahodni del Poljske in Gdansk k svojemu ozemlju
- 1944 – britanske enote osvobodijo Korint v Grčiji
- 1982 – poljski parlament uradno razpusti sindikat Solidarność
- 1991 – v Sloveniji v obtok pridejo prvi tolarski boni
- 1991 – dan slovenske carinske službe - vzpostavljen je bil carinski nadzor Republike Slovenije na meji z Republiko Hrvaško
- 1991 – v obtok pridejo prvi hrvaški dinarji
- 2005 – potres v Kašmirju terja ok. 80.000 življenj

## Rojstva
- 1684 – Nicolas Pineau, francoski rezbar († 1754)
- 1807 – Harriet Taylor Mill, angleška filozofinja in feministka († 1858)
- 1826 – Luka Svetec, slovenski jezikoslovec, pesnik, pisatelj († 1921)
- 1848 – Pierre Degeyter, belgijski skladatelj († 1932)
- 1864:
  - Edo Šlajmer, slovenski kirurg († 1935)
  - Branislav Nušić, srbski dramatik vlaškega porekla († 1938)
- 1873 – Ejnar Hertzsprung, danski astronom, kemik († 1967)
- 1890 – Heinrich Focke, nemški letalski konstruktor († 1979)
- 1895 – Juan Domingo Perón Sosa, argentinski predsednik († 1974)
- 1920 – Frank Herbert, ameriški pisatelj († 1986)
- 1939 – Paul Hogan, avstralski filmski igralec
- 1941 – Jesse Jackson, ameriški politik
- 1949 – Sigourney Weaver, ameriška filmska igralka
- 1958 – Ursula von der Leyen, nemška političarka in predsednica Evropske komisije
- 1965 – Matt Biondi, ameriški plavalec
- 1968 – Zvonimir Boban, hrvaški nogometaš
- 1970 – Matt Damon, ameriški filmski igralec
- 1971 – Miran Pavlin, slovenski nogometaš
- 1980 – Marko Samec, slovenski pesnik
- 1985 – Bruno Mars, pevec
- 1996 – Sara Takanaši, japonska smučarska skakalka
- 1997 – Marco Odermatt, švicarski alpski smučar

## Smrti
- 1216 – Malik al-Zahir, emir Alepa, Saladinov sin (* 1172)
- 1286 – Ivan I., bretonski vojvoda (* 1217)
- 1317 – cesar Fušimi, 92. japonski cesar (* 1265)
- 1354 – Cola di Rienzo, italijanski (rimski) državnik (* 1313)
- 1647 – Christen Longberg, danski astronom, astrolog, matematik (* 1562)
- 1754 – Henry Fielding, angleški pisatelj (* 1707)
- 1880 – Magnus Brostrup Landstad, norveški pastor, pesnik (* 1802)
- 1904 – Clemens Alexander Winkler, nemški kemik (* 1838)
- 1909 – Naftali Herz Imber, judovski pesnik, sionist (* 1856)
- 1917 – Janez Evangelist Krek, slovenski teolog, duhovnik, sociolog, publicist, politik (* 1865)
- 1967 – Clement Attlee, britanski predsednik vlade (* 1883)
- 1973 – Gabriel Marcel, francoski dramatik, filozof (* 1889)
- 1974 – France Kosmač, slovenski pesnik, scenarist, filmski režiser (* 1922)
- 1992 – Willy Brandt, nemški kancler, nobelovec 1971 (* 1913)
- 2004 – Jacques Derrida, francoski filozof (* 1930)
- 2013 – Philip Chevron, irski pevec, kitarist in pisec pesmi (* 1957)